# Kenji Itō
 (mars 2020).
Si vous disposez d'ouvrages ou d'articles de référence ou si vous connaissez des sites web de qualité traitant du thème abordé ici, merci de compléter l'article en donnant les références utiles à sa vérifiabilité et en les liant à la section « Notes et références ».
Kenji Itō (伊藤 賢治, Itō Kenji), né le 5 juillet 1968 à Tōkyō, est un compositeur japonais de musiques de jeux vidéo, connu essentiellement pour ses musiques de la série des SaGa, même s'il a travaillé sur plus de 30 jeux tout au long de sa carrière. En parallèle, il a aussi arrangé plusieurs de ses travaux, notamment à travers des albums hommage.
Dès son enfance, Kenji Ito reçoit, entre autres, une formation de piano classique. Arrivé à l'université, il souhaite devenir compositeur et est orienté par un de ses professeurs dans le domaine du jeu vidéo, ce dernier étant un marché ouvert et en expansion. En 1990 il est alors embauché chez Square, qui va lui laisser la composition de la série SaGa. 
Dans une interview publiée par Square Enix Europe, Ito évoque ses débuts en faisant part notamment de sa formation musicale, qu'il a dû compléter sur le tard (afin de parfaire sa connaissance de la théorie). Il y évoque aussi ses influences, citant Hajime Hirasawa, compositeur de Starfox, comme étant l'un de ses compositeurs de musique de jeu vidéo favori. Sur son style plus particulièrement, il mentionne la montée du hard rock au Japon comme influence, laquelle se ressent notamment dans ses albums Romancing SaGa Battle Arrange.
En 2001, Kenji Ito quitte Square Enix pour prendre son indépendance, sans pour autant cesser la collaboration avec l'éditeur.

## Musiques de jeux
- 1990 : Final Fantasy Legend II (SaGa 2 Hihou Densetsu)
- 1991 : Mystic Quest (Seiken Densetsu)
- 1992 : Romancing SaGa
- 1993 : Romancing SaGa 2
- 1995 : Romancing SaGa 3
- 1997 : SaGa Frontier
- 1997 : Tobal n°1
- 1997 : Chocobo's Mysterious Dungeon (Chocobo no Fushigina Dungeon 2)
- 1999 : Chocobo Racing
- 1999 : Gekikuukan Pro Baseball: The End of the Century 1999
- 2001 : Wild Card
- 2001 : Culdcept II
- 2003 : Sword of Mana (aka Shinyaku Seiken Densetsu)
- 2004 : Shadow Hearts II
- 2005 : Romancing SaGa: Minstrel Song
- 2005 : Hanjuku Hero 4 ~The 7 Heroes~
- 2006 : Seiken Densetsu DS: Children of Mana
- 2006 : Dawn of Mana
- 2011 : Devil Survivor 2
- 2014 : Super Smash Bros. for 3DS/Wii U